# Грицев
Гри́цев (укр. Гриців) — посёлок в Шепетовском районе Хмельницкой области Украины.

## Географическое положение
Посёлок расположен на реке Хомора, в 20 км от железнодорожной станции Чотырбоки (Чотирбоки) на линии Шепетовка-Подольская—Староконстантинов-1.

## История
Основан в XI веке.
Во время Великой Отечественной войны был оккупирован немецкими войсками.
Статус пгт с 1959 года.
В январе 1989 года численность населения составляла 4438 человек.
По состоянию на 1 января 2013 года население составляло 3565 человек.

## Экономика
Кирпичный завод, завод строительных материалов.